# Kontrastmessung
Die Kontrastmessung bestimmt in der Fotografie den Kontrast (=Helligkeitsunterschied) zwischen zwei oder mehreren Punkten eines Motivs. Dies bezeichnet man auch als Motivkontrast.

## Anwendungen
In der Digitalfotografie wird die Kontrastmessung im Live-View häufig zur Ermittlung der Objektschärfe und somit zur Scharfstellung eingesetzt.
Bei der Arbeit in der Dunkelkammer kann auch der Kontrast zwischen den dichtesten und hellsten Stellen eines Negativs gemessen werden, um die richtige Gradation des Fotopapieres zu bestimmen.